# Dés étrusques
Le jeu de dés étrusques est un des jeux, pratiqués par les Étrusques, qui éclaire leur civilisation dans leurs pratiques rituelles.

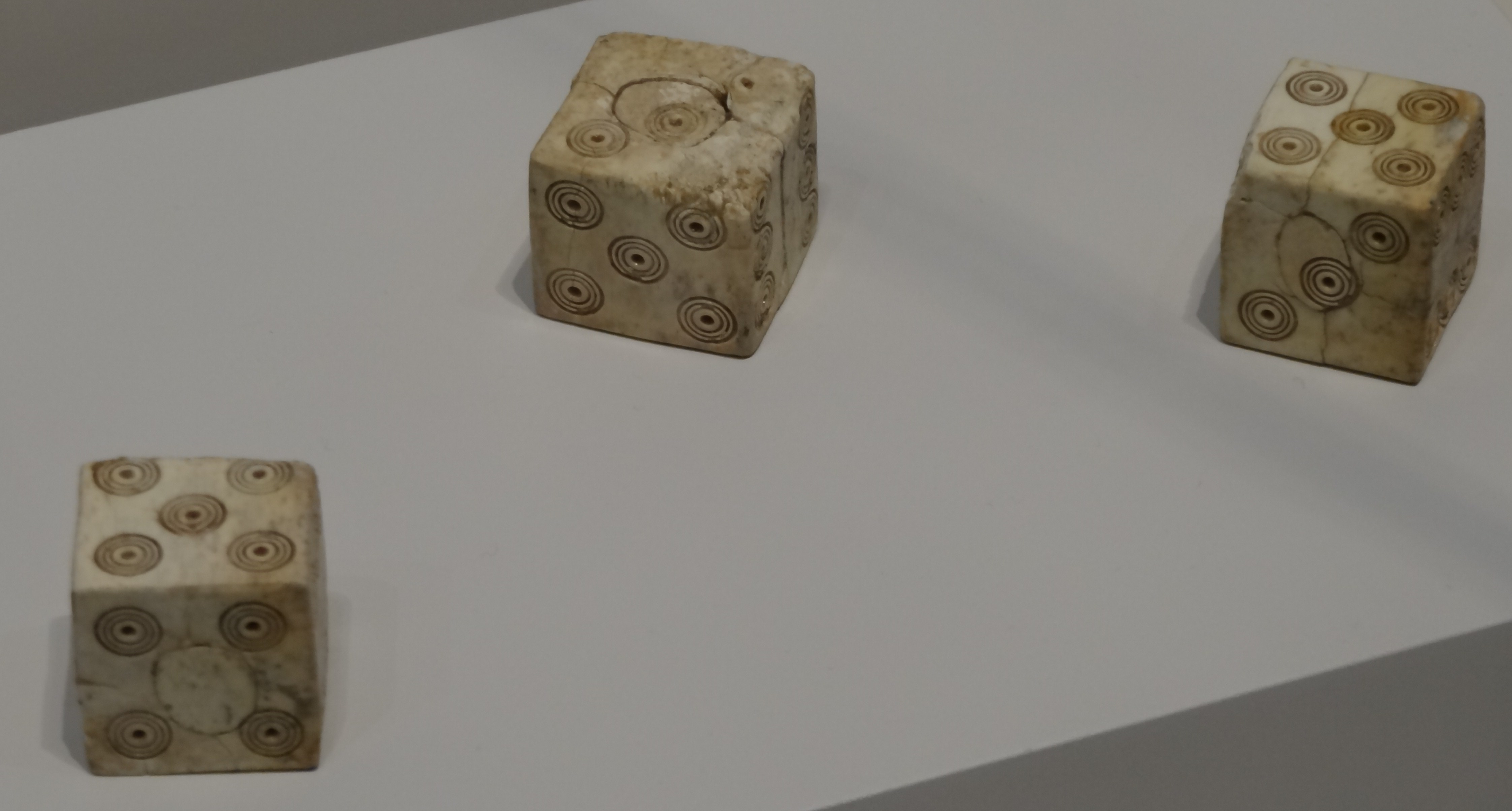
Trois dés

C'est l'un des jeux, avec le kottabos, que l'on retrouve représentés sur les fresques des tombes étrusques comme les joueurs de dés autour d'une table de la tombe des Inscriptions de Chiusi, ou comme objets  funéraires accompagnant le mort dans sa tombe,, comme les cinq dés de la tombe Regolini Golassi d'une femme étrusque nommée Larthia.
Outre l'intérêt porté aux jeux (souvent inspirés des pratiques attiques ou grecques), ces jeux de dés (comme la paire conservée à la Bibliothèque nationale de France) permettent de définir le système de numération étrusque car leurs faces comportent les représentations dessinées de leurs 6 premiers chiffres (de somme toujours égale à 7 sur les faces opposées).